# Кирилл (Диамандакис)
Митрополит Кирилл (греч. Μητροπολίτης Κύριλλος, в миру Гео́ргиос Диаманта́кис, греч. Γεώργιος Διαμαντάκης; 19 июля 1971, Като Аситес, Крит, Греция) — епископ Константинопольской православной церкви; митрополит Иерапитнийский и Ситийский (с 2016) полуавтономной Критской православной церкви.

## Биография
Среднее образование получил в гимназии святого Мирона на малой родине и в общеобразовательном лицее святой Варвары в Ираклеоне.
С юношества был тесно связан с Горголаинийском Георгиевским монастырём и его настоятелем архимандритом Евгением (Политисом), с 1994 года — митрополитом Иерапитнийским и Ситийским.
В марте 1995 года окончил богословскую школу Университета Аристотеля в Салониках.
24 июня 1995 года митрополитом Евгением (Политисом) был пострижен в монашество в монастыре Топлу. На следующий день в соборном храме того же монастыря был рукоположен во иеродиакона.
17 мая 1998 года в кафедральном соборе святой Фотинии в городе Иерапетра был рукоположён в сан в иеромонаха с возведением в сан архимандрита.
1 января 1999 года назначен протосингелом Иерапитнийской и Ситийской митрополии, служил в этом качестве течение восемнадцати лет.
6 июня 2001 года был назначен кодикографом Священного Синода Критской Православной Церкви.
30 октября 2003 года был секретарём, а 7 ноября 2006 года — главным редактором официального периодического издания Критской Церкви «Апостол Тит» («Απόστολος Τίτος»).
26 мая 2005 года назначен младшим секретарём Священного Синода Критской Православной Церкви.
12 сентября 2010 года назначен главным секретарём Священного Синода Критской Православной Церкви.
12 октября 2016 года решением Священного Синода Критской Православной Церкви был избран для рукоположения в сан митрополита Иерапинтского и Ситийского.
17 октября 2016 года в митрополичьем храме святого Мины в Ираклионе был хиротонисан в епископа и возведён в достоинство митрополита Иерапитнийского и Ситийского. Хиротонию совершили: архиепископ Критский Ириней (Афанасиадис), митрополит Ламбийско-Сивритосский и Сфакийский Ириней (Месархакис), митрополит Гортинский Макарий (Дулуфакис), митрополит Аркалохорийский, Кастеллийский и Вианнский Андрей (Нанакис), митрополит Рефимнский Евгений (Антонопулос), митрополит Кисамский Амфилохий (Андроникакис), митрополит Кидонийский и Апокоронский Дамаскин (Папаяннакис), митрополит Петрский и Херронисский Герасим (Марматакис), митрополит Дидимотихский, Орестиадский и Суфлийский Дамаскин (Карпафакис), епископ Неапольский Порфирий (Махериотис) и епископ Христопольский Макарий (Гриниезакис).